# Тирап (округ)
Тирап (англ. Tirap) — округ на юго-востоке индийского штата Аруначал-Прадеш. Расположен на границе с Мьянмой. Образован в 1943 году. В 1987 году из части территории округа Тирап был создан округ Чангланг. Административный центр — город Кхонса. Площадь округа — 2362 км². По данным всеиндийской переписи 2001 года население округа составляло 100 326 человек. Уровень грамотности взрослого населения составлял 41,7 %, что значительно ниже среднеиндийского уровня (59,5 %). Доля городского населения составляла 15,2 %.